# Andrzej Kwapisz
Andrzej Piotr Kwapisz (ur. 7 maja 1945 w Grabowej, zm. 2 maja 2018 w Częstochowie) – polski polityk, samorządowiec, starosta częstochowski w latach 2006–2017.

## Życiorys
Syn Jana i Zofii. Urodził się 7 maja 1945 roku w Grabowej. Przez wiele lat był działaczem Polskiego Stronnictwa Ludowego. Po utworzeniu powiatów został pierwszym prezesem zarządu powiatowego PSL w Częstochowie i był nim do 2016 r., gdy ustąpił z powodów zdrowotnych. Został wówczas honorowym prezesem zarządu. W latach 1998–2002 i 2006–2018 był radnym powiatu częstochowskiego. W latach 1998–2004 zasiadał w zarządzie powiatu, a następnie od 2006 r. był starostą powiatu częstochowskiego. 30 stycznia 2017 złożył rezygnację z funkcji z powodu złego stanu zdrowia.
Działał społecznie, m.in. od 1995 do 2000 roku pełnił funkcję prezesa Ochotniczej Straży Pożarnej w Borownie.
Zmarł 2 maja 2018 r. i został pochowany na cmentarzu w Borownie.
Odznaczony Krzyżem Kawalerskim Orderu Odrodzenia Polski (1998) i Brązową Odznaką „Zasłużony dla Ochrony Przeciwpożarowej” (2013).